# Patinação sobre rodas

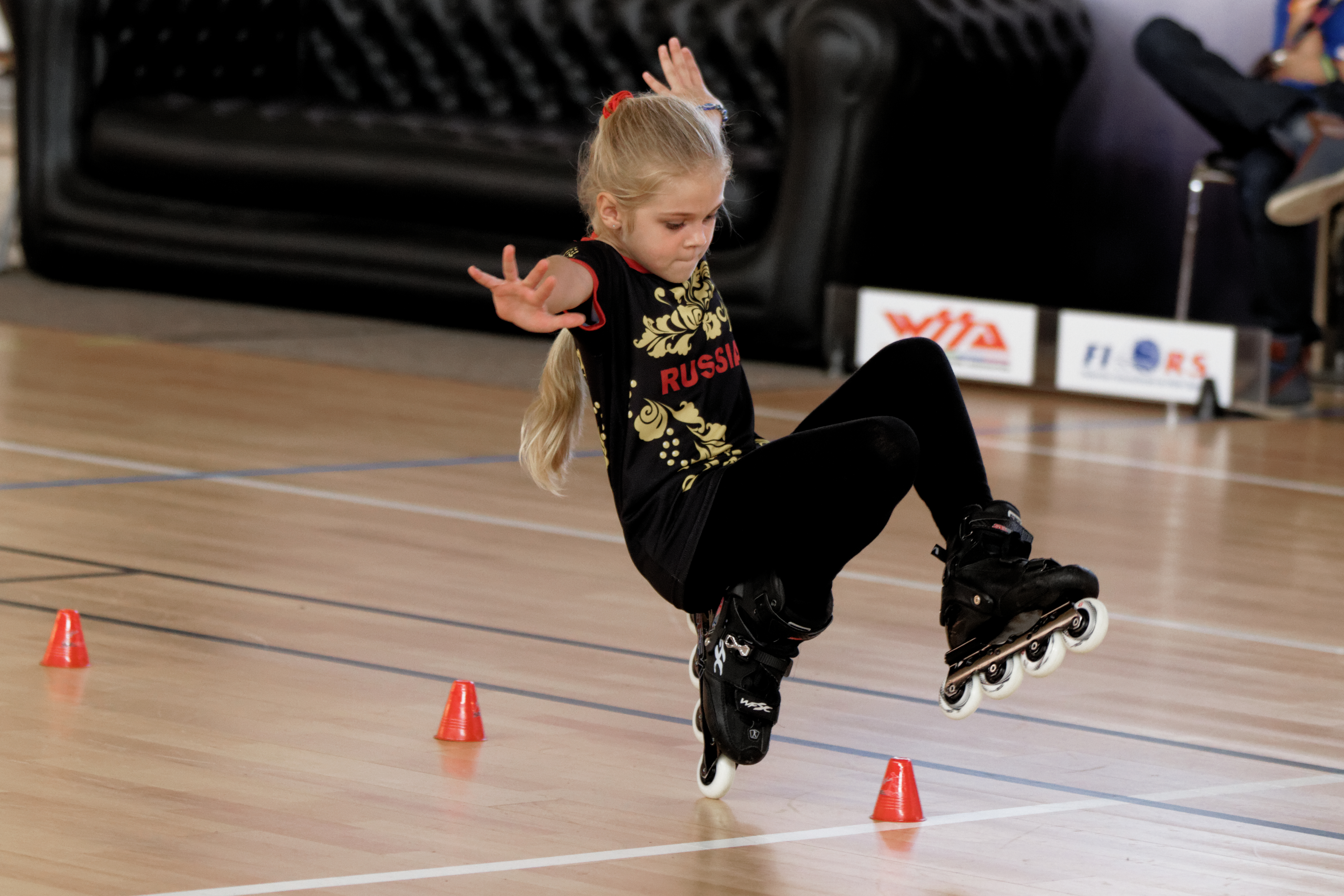
Patinação sobre rodas

A patinação sobre rodas (português brasileiro) ou patinagem sobre rodas (português europeu)  é o ato de viajar em superfícies com patins. É uma atividade recreativa, um esporte e uma forma de transporte. Pistas de patins e pistas de skate são construídas para patinação, embora também ocorra em ruas, calçadas e ciclovias.
A patinação teve origem nas artes cênicas no século XVIII. Ganhou popularidade generalizada a partir da década de 1880. A patinação foi muito popular nos Estados Unidos entre as décadas de 1930 e 1950, e novamente na década de 1970, quando foi associada à disco music e às discotecas. Durante a década de 1990, a patinação em linha ao ar livre tornou-se popular.
A atividade de patins esportivo inclui patinação de velocidade, hóquei em patins, roller derby e patinação artística.